# Knierim (Iowa)
Knierim – miasto w Stanach Zjednoczonych, w stanie Iowa, w hrabstwie Calhoun. W 2000 liczyło 70 mieszkańców.